# 金子絵里
金子 絵里（かねこ えり、1978年12月5日 - ）は、神奈川県出身のファッションモデル・女優。ブレイブエンタテインメント所属。

## 略歴
神奈川県横浜市出身。青山学院女子短期大学在学中より雑誌『JJ』の専属モデルとして活躍。1998年、金子絵里から絵里に一時芸名を変更していた時期もあった。
『JJ』2006年7月号にて、同年4月に広告代理店勤務の男性と挙式したことを発表。諸事情のため活動を一時休止。自身のブログにて2008年1月4日付で昨年中に男子を出産したことを明らかにした。

## 人物
- 弟が1人いる[3]。
- 同じ神奈川県出身で、JJでも共働したMieと仲が良い[4]。

## 作品

### DVD
- aloha yoga（2005年8月3日、avex trax）

## 出演

### テレビドラマ
- 美少女H （1998年4月 - 9月、フジテレビ）
- 美少女H2（1998年10月 - 1999年3月、フジテレビ）
- セミダブル（1999年、フジテレビ） - 宇都宮ありさ 役
- ショカツ File.03 「ウソつきは警察の始まり!?」（2000年、関西テレビ）
- 神様のいたずら（2000年、関西テレビ）

### その他のテレビ番組
- LIVE ON TV原石（2000年、テレビ東京）
- 流派-R（テレビ東京）
- クイズ!ヘキサゴン「女芸人 vs.JJモデル 究極のイイ女決定戦スペシャル!!」（2005年5月18日、フジテレビ）

### CM
- 丸井
- 花王、クリアクリーンホワイトニング
- JT、飲茶楼-蛯原友里と競演。食事中に座りながらタップダンスを踊るという画期的なCMで話題を呼んだ。
- YAMAHA、PAS

など

### イメージモデル
- 消防庁ポスター
- epudaイメージモデル

など

## 書籍

### 雑誌
- JJ（光文社）
- SAKURA（小学館）